# 아르메니아 축구 국가대표팀
아르메니아 축구 국가대표팀(아르메니아어: Հայաստանի ֆուտբոլի ազգային հավաքական)은 아르메니아를 대표하는 축구 국가대표팀으로 1992년 수도 예레반에 아르메니아 축구 연맹을 설립했고 같은 해 10월 12일 몰도바와의 친선 경기를 통해 국제 경기 데뷔전을 치렀으며 현재 바즈겐 사르키샨 공화국 경기장을 홈 경기장으로 사용하고 있다. 이웃나라인 아제르바이잔과는 대립 관계로 인해 월드컵 지역 예선이나 유럽 축구 선수권 대회 예선 등의 국제 대회 예선에서는 서로 다른 조에 편성되어 경기를 펼친다.

## 개요
소련의 일원이었을 당시 FIFA 월드컵과 UEFA 유럽 축구 선수권 대회에 출전하기도 했지만 소련 해체 이후에는 월드컵과 유로 대회 본선에는 단 한번도 오른 적이 없는 유럽의 최약체팀 중 하나로 손꼽힌다. 그러나 간간이 메이저 대회 예선에서 쟁쟁한 강팀들을 상대로 선전하며 상대팀들의 월드컵 및 유로 대회 본선행을 좌절시키는 이른바 '고춧가루 부대' 역할도 서슴지 않는 절대 무시할 수 없는 팀이다.

## 국제 대회 경력

### FIFA 월드컵
2014년 FIFA 월드컵 유럽 지역 예선 B조 10경기에서 4승 1무 5패를 기록하면서 역대 월드컵 지역 예선에서 가장 좋은 성적을 거두었는데 이 과정에서 체코, 덴마크 등의 강호들을 상대로 1승씩 거두는 등 만만치 않은 저력을 보여줬고 2022년 FIFA 월드컵 유럽 지역 예선 J조에서도 10경기 3승 3무 4패·조 4위를 기록하며 2014년 유럽 지역 예선에 버금가는 성적을 남겼다.

### UEFA 유럽 축구 선수권 대회
UEFA 유로 2012 예선 B조 10경기에서 5승 2무 3패로 조 3위를 기록하면서 역대 메이저 대회 예선을 통틀어 가장 좋은 성적을 거두었는데 이 과정에서 2010년 FIFA 월드컵 16강 진출팀인 슬로바키아를 상대로만 2연승을 거두면서 슬로바키아의 사상 첫 유로 대회 본선행을 가로막았다.

### UEFA 네이션스리그

#### 2018-19년 리그 D
유럽 네이션스리그 첫 시즌 리그 D에 편입된 아르메니아는 4조에서 북마케도니아, 지브롤터, 리히텐슈타인을 상대로 6경기에서 5골을 터뜨린 유라 모브시샨의 활약으로 3승 1무 2패·조 2위를 기록하며 북마케도니아와 함께 차기 시즌 리그 C 승격을 확정지었다.

#### 2020-21년 리그 C
아르메니아는 리그 C로 승격된 뒤에도 북마케도니아, 조지아, 에스토니아를 상대로 6경기에서 3승 2무 1패·2조 1위를 차지하며 다음 시즌 리그 B 승격에까지 성공하는 기염을 토했다.

## FIFA 월드컵 (본선)
| 년도   | 결과          | 순위          | 경기          | 승            | 무*           | 패            | 득점          | 실점          | 승점          |
| ------ | ------------- | ------------- | ------------- | ------------- | ------------- | ------------- | ------------- | ------------- | ------------- |
| 1930년 | 소련으로 참가 | 소련으로 참가 | 소련으로 참가 | 소련으로 참가 | 소련으로 참가 | 소련으로 참가 | 소련으로 참가 | 소련으로 참가 | 소련으로 참가 |
| 1934년 | 소련으로 참가 | 소련으로 참가 | 소련으로 참가 | 소련으로 참가 | 소련으로 참가 | 소련으로 참가 | 소련으로 참가 | 소련으로 참가 | 소련으로 참가 |
| 1938년 | 소련으로 참가 | 소련으로 참가 | 소련으로 참가 | 소련으로 참가 | 소련으로 참가 | 소련으로 참가 | 소련으로 참가 | 소련으로 참가 | 소련으로 참가 |
| 1950년 | 소련으로 참가 | 소련으로 참가 | 소련으로 참가 | 소련으로 참가 | 소련으로 참가 | 소련으로 참가 | 소련으로 참가 | 소련으로 참가 | 소련으로 참가 |
| 1954년 | 소련으로 참가 | 소련으로 참가 | 소련으로 참가 | 소련으로 참가 | 소련으로 참가 | 소련으로 참가 | 소련으로 참가 | 소련으로 참가 | 소련으로 참가 |
| 1958년 | 소련으로 참가 | 소련으로 참가 | 소련으로 참가 | 소련으로 참가 | 소련으로 참가 | 소련으로 참가 | 소련으로 참가 | 소련으로 참가 | 소련으로 참가 |
| 1962년 | 소련으로 참가 | 소련으로 참가 | 소련으로 참가 | 소련으로 참가 | 소련으로 참가 | 소련으로 참가 | 소련으로 참가 | 소련으로 참가 | 소련으로 참가 |
| 1966년 | 소련으로 참가 | 소련으로 참가 | 소련으로 참가 | 소련으로 참가 | 소련으로 참가 | 소련으로 참가 | 소련으로 참가 | 소련으로 참가 | 소련으로 참가 |
| 1970년 | 소련으로 참가 | 소련으로 참가 | 소련으로 참가 | 소련으로 참가 | 소련으로 참가 | 소련으로 참가 | 소련으로 참가 | 소련으로 참가 | 소련으로 참가 |
| 1974년 | 소련으로 참가 | 소련으로 참가 | 소련으로 참가 | 소련으로 참가 | 소련으로 참가 | 소련으로 참가 | 소련으로 참가 | 소련으로 참가 | 소련으로 참가 |
| 1978년 | 소련으로 참가 | 소련으로 참가 | 소련으로 참가 | 소련으로 참가 | 소련으로 참가 | 소련으로 참가 | 소련으로 참가 | 소련으로 참가 | 소련으로 참가 |
| 1982년 | 소련으로 참가 | 소련으로 참가 | 소련으로 참가 | 소련으로 참가 | 소련으로 참가 | 소련으로 참가 | 소련으로 참가 | 소련으로 참가 | 소련으로 참가 |
| 1986년 | 소련으로 참가 | 소련으로 참가 | 소련으로 참가 | 소련으로 참가 | 소련으로 참가 | 소련으로 참가 | 소련으로 참가 | 소련으로 참가 | 소련으로 참가 |
| 1990년 | 소련으로 참가 | 소련으로 참가 | 소련으로 참가 | 소련으로 참가 | 소련으로 참가 | 소련으로 참가 | 소련으로 참가 | 소련으로 참가 | 소련으로 참가 |
| 1994년 | 없음          | 없음          | 없음          | 없음          | 없음          | 없음          | 없음          | 없음          | 없음          |
| 1998년 | 예선 탈락     | 예선 탈락     | 예선 탈락     | 예선 탈락     | 예선 탈락     | 예선 탈락     | 예선 탈락     | 예선 탈락     | 예선 탈락     |
| 2002년 | 예선 탈락     | 예선 탈락     | 예선 탈락     | 예선 탈락     | 예선 탈락     | 예선 탈락     | 예선 탈락     | 예선 탈락     | 예선 탈락     |
| 2006년 | 예선 탈락     | 예선 탈락     | 예선 탈락     | 예선 탈락     | 예선 탈락     | 예선 탈락     | 예선 탈락     | 예선 탈락     | 예선 탈락     |
| 2010년 | 예선 탈락     | 예선 탈락     | 예선 탈락     | 예선 탈락     | 예선 탈락     | 예선 탈락     | 예선 탈락     | 예선 탈락     | 예선 탈락     |
| 2014년 | 예선 탈락     | 예선 탈락     | 예선 탈락     | 예선 탈락     | 예선 탈락     | 예선 탈락     | 예선 탈락     | 예선 탈락     | 예선 탈락     |
| 2018년 | 예선 탈락     | 예선 탈락     | 예선 탈락     | 예선 탈락     | 예선 탈락     | 예선 탈락     | 예선 탈락     | 예선 탈락     | 예선 탈락     |
| 2022년 | 예선 탈락     | 예선 탈락     | 예선 탈락     | 예선 탈락     | 예선 탈락     | 예선 탈락     | 예선 탈락     | 예선 탈락     | 예선 탈락     |
| 합계   |               |               |               |               |               |               |               |               |               |

## FIFA 월드컵 (예선)
| 1930년 | 소련으로 참가                             | 소련으로 참가                             | 소련으로 참가                             | 소련으로 참가                             | 소련으로 참가                             | 소련으로 참가                             | 소련으로 참가                             | 소련으로 참가                             | 소련으로 참가                             |
| 1934년 | 소련으로 참가                             | 소련으로 참가                             | 소련으로 참가                             | 소련으로 참가                             | 소련으로 참가                             | 소련으로 참가                             | 소련으로 참가                             | 소련으로 참가                             | 소련으로 참가                             |
| 1938년 | 소련으로 참가                             | 소련으로 참가                             | 소련으로 참가                             | 소련으로 참가                             | 소련으로 참가                             | 소련으로 참가                             | 소련으로 참가                             | 소련으로 참가                             | 소련으로 참가                             |
| 1950년 | 소련으로 참가                             | 소련으로 참가                             | 소련으로 참가                             | 소련으로 참가                             | 소련으로 참가                             | 소련으로 참가                             | 소련으로 참가                             | 소련으로 참가                             | 소련으로 참가                             |
| 1954년 | 소련으로 참가                             | 소련으로 참가                             | 소련으로 참가                             | 소련으로 참가                             | 소련으로 참가                             | 소련으로 참가                             | 소련으로 참가                             | 소련으로 참가                             | 소련으로 참가                             |
| 1958년 | 소련으로 참가                             | 소련으로 참가                             | 소련으로 참가                             | 소련으로 참가                             | 소련으로 참가                             | 소련으로 참가                             | 소련으로 참가                             | 소련으로 참가                             | 소련으로 참가                             |
| 1962년 | 소련으로 참가                             | 소련으로 참가                             | 소련으로 참가                             | 소련으로 참가                             | 소련으로 참가                             | 소련으로 참가                             | 소련으로 참가                             | 소련으로 참가                             | 소련으로 참가                             |
| 1966년 | 소련으로 참가                             | 소련으로 참가                             | 소련으로 참가                             | 소련으로 참가                             | 소련으로 참가                             | 소련으로 참가                             | 소련으로 참가                             | 소련으로 참가                             | 소련으로 참가                             |
| 1970년 | 소련으로 참가                             | 소련으로 참가                             | 소련으로 참가                             | 소련으로 참가                             | 소련으로 참가                             | 소련으로 참가                             | 소련으로 참가                             | 소련으로 참가                             | 소련으로 참가                             |
| 1974년 | 소련으로 참가                             | 소련으로 참가                             | 소련으로 참가                             | 소련으로 참가                             | 소련으로 참가                             | 소련으로 참가                             | 소련으로 참가                             | 소련으로 참가                             | 소련으로 참가                             |
| 1978년 | 소련으로 참가                             | 소련으로 참가                             | 소련으로 참가                             | 소련으로 참가                             | 소련으로 참가                             | 소련으로 참가                             | 소련으로 참가                             | 소련으로 참가                             | 소련으로 참가                             |
| 1982년 | 소련으로 참가                             | 소련으로 참가                             | 소련으로 참가                             | 소련으로 참가                             | 소련으로 참가                             | 소련으로 참가                             | 소련으로 참가                             | 소련으로 참가                             | 소련으로 참가                             |
| 1986년 | 소련으로 참가                             | 소련으로 참가                             | 소련으로 참가                             | 소련으로 참가                             | 소련으로 참가                             | 소련으로 참가                             | 소련으로 참가                             | 소련으로 참가                             | 소련으로 참가                             |
| 1990년 | 소련으로 참가                             | 소련으로 참가                             | 소련으로 참가                             | 소련으로 참가                             | 소련으로 참가                             | 소련으로 참가                             | 소련으로 참가                             | 소련으로 참가                             | 소련으로 참가                             |
| 1994년 | 없음                                      | 없음                                      | 없음                                      | 없음                                      | 없음                                      | 없음                                      | 없음                                      |                                           |                                           |
| 1998년 | 10                                        | 1                                         | 5                                         | 4                                         | 8                                         | 17                                        | 8                                         |                                           |                                           |
| 2002년 | 10                                        | 0                                         | 5                                         | 5                                         | 7                                         | 19                                        | 5                                         |                                           |                                           |
| 2006년 | 12                                        | 2                                         | 1                                         | 9                                         | 9                                         | 25                                        | 7                                         |                                           |                                           |
| 2010년 | 10                                        | 1                                         | 1                                         | 8                                         | 6                                         | 22                                        | 4                                         |                                           |                                           |
| 2014년 | 10                                        | 4                                         | 1                                         | 5                                         | 12                                        | 13                                        | 13                                        |                                           |                                           |
| 2018년 | 10                                        | 2                                         | 1                                         | 7                                         | 10                                        | 26                                        | 7                                         |                                           |                                           |
| 2022년 | 10                                        | 3                                         | 3                                         | 4                                         | 9                                         | 20                                        | 12                                        |                                           |                                           |
| 합계   | 72                                        | 13                                        | 17                                        | 42                                        | 61                                        | 142                                       | 56                                        |                                           |                                           |
| 순위   | 월드컵 예선 승점 순위 : 129위 (유럽 44위) | 월드컵 예선 승점 순위 : 129위 (유럽 44위) | 월드컵 예선 승점 순위 : 129위 (유럽 44위) | 월드컵 예선 승점 순위 : 129위 (유럽 44위) | 월드컵 예선 승점 순위 : 129위 (유럽 44위) | 월드컵 예선 승점 순위 : 129위 (유럽 44위) | 월드컵 예선 승점 순위 : 129위 (유럽 44위) | 월드컵 예선 승점 순위 : 129위 (유럽 44위) | 월드컵 예선 승점 순위 : 129위 (유럽 44위) |

## UEFA 유럽 축구 선수권 대회
| 년도   | 결과                    | 순위                    | 경기                    | 승                      | 무*                     | 패                      | 득점                    | 실점                    | 승점                    |
| ------ | ----------------------- | ----------------------- | ----------------------- | ----------------------- | ----------------------- | ----------------------- | ----------------------- | ----------------------- | ----------------------- |
| 1960년 | 독립 이전 (소련의 일부) | 독립 이전 (소련의 일부) | 독립 이전 (소련의 일부) | 독립 이전 (소련의 일부) | 독립 이전 (소련의 일부) | 독립 이전 (소련의 일부) | 독립 이전 (소련의 일부) | 독립 이전 (소련의 일부) | 독립 이전 (소련의 일부) |
| 1964년 | 독립 이전 (소련의 일부) | 독립 이전 (소련의 일부) | 독립 이전 (소련의 일부) | 독립 이전 (소련의 일부) | 독립 이전 (소련의 일부) | 독립 이전 (소련의 일부) | 독립 이전 (소련의 일부) | 독립 이전 (소련의 일부) | 독립 이전 (소련의 일부) |
| 1968년 | 독립 이전 (소련의 일부) | 독립 이전 (소련의 일부) | 독립 이전 (소련의 일부) | 독립 이전 (소련의 일부) | 독립 이전 (소련의 일부) | 독립 이전 (소련의 일부) | 독립 이전 (소련의 일부) | 독립 이전 (소련의 일부) | 독립 이전 (소련의 일부) |
| 1972년 | 독립 이전 (소련의 일부) | 독립 이전 (소련의 일부) | 독립 이전 (소련의 일부) | 독립 이전 (소련의 일부) | 독립 이전 (소련의 일부) | 독립 이전 (소련의 일부) | 독립 이전 (소련의 일부) | 독립 이전 (소련의 일부) | 독립 이전 (소련의 일부) |
| 1976년 | 독립 이전 (소련의 일부) | 독립 이전 (소련의 일부) | 독립 이전 (소련의 일부) | 독립 이전 (소련의 일부) | 독립 이전 (소련의 일부) | 독립 이전 (소련의 일부) | 독립 이전 (소련의 일부) | 독립 이전 (소련의 일부) | 독립 이전 (소련의 일부) |
| 1980년 | 독립 이전 (소련의 일부) | 독립 이전 (소련의 일부) | 독립 이전 (소련의 일부) | 독립 이전 (소련의 일부) | 독립 이전 (소련의 일부) | 독립 이전 (소련의 일부) | 독립 이전 (소련의 일부) | 독립 이전 (소련의 일부) | 독립 이전 (소련의 일부) |
| 1984년 | 독립 이전 (소련의 일부) | 독립 이전 (소련의 일부) | 독립 이전 (소련의 일부) | 독립 이전 (소련의 일부) | 독립 이전 (소련의 일부) | 독립 이전 (소련의 일부) | 독립 이전 (소련의 일부) | 독립 이전 (소련의 일부) | 독립 이전 (소련의 일부) |
| 1988년 | 독립 이전 (소련의 일부) | 독립 이전 (소련의 일부) | 독립 이전 (소련의 일부) | 독립 이전 (소련의 일부) | 독립 이전 (소련의 일부) | 독립 이전 (소련의 일부) | 독립 이전 (소련의 일부) | 독립 이전 (소련의 일부) | 독립 이전 (소련의 일부) |
| 1992년 | 독립 이전 (소련의 일부) | 독립 이전 (소련의 일부) | 독립 이전 (소련의 일부) | 독립 이전 (소련의 일부) | 독립 이전 (소련의 일부) | 독립 이전 (소련의 일부) | 독립 이전 (소련의 일부) | 독립 이전 (소련의 일부) | 독립 이전 (소련의 일부) |
| 1996년 | 지역 예선 탈락          | 지역 예선 탈락          | 지역 예선 탈락          | 지역 예선 탈락          | 지역 예선 탈락          | 지역 예선 탈락          | 지역 예선 탈락          | 지역 예선 탈락          | 지역 예선 탈락          |
| 2000년 | 지역 예선 탈락          | 지역 예선 탈락          | 지역 예선 탈락          | 지역 예선 탈락          | 지역 예선 탈락          | 지역 예선 탈락          | 지역 예선 탈락          | 지역 예선 탈락          | 지역 예선 탈락          |
| 2004년 | 지역 예선 탈락          | 지역 예선 탈락          | 지역 예선 탈락          | 지역 예선 탈락          | 지역 예선 탈락          | 지역 예선 탈락          | 지역 예선 탈락          | 지역 예선 탈락          | 지역 예선 탈락          |
| 2008년 | 지역 예선 탈락          | 지역 예선 탈락          | 지역 예선 탈락          | 지역 예선 탈락          | 지역 예선 탈락          | 지역 예선 탈락          | 지역 예선 탈락          | 지역 예선 탈락          | 지역 예선 탈락          |
| 2012년 | 지역 예선 탈락          | 지역 예선 탈락          | 지역 예선 탈락          | 지역 예선 탈락          | 지역 예선 탈락          | 지역 예선 탈락          | 지역 예선 탈락          | 지역 예선 탈락          | 지역 예선 탈락          |
| 2016년 | 지역 예선 탈락          | 지역 예선 탈락          | 지역 예선 탈락          | 지역 예선 탈락          | 지역 예선 탈락          | 지역 예선 탈락          | 지역 예선 탈락          | 지역 예선 탈락          | 지역 예선 탈락          |
| 2020년 | 지역 예선 탈락          | 지역 예선 탈락          | 지역 예선 탈락          | 지역 예선 탈락          | 지역 예선 탈락          | 지역 예선 탈락          | 지역 예선 탈락          | 지역 예선 탈락          | 지역 예선 탈락          |
| 2024년 | 미정                    | 미정                    | 미정                    | 미정                    | 미정                    | 미정                    | 미정                    | 미정                    | 미정                    |
| 합계   |                         |                         |                         |                         |                         |                         |                         |                         |                         |

### UEFA 유럽 축구 선수권 대회 (예선)
| 1960년 | 소련으로 참가              | 소련으로 참가              | 소련으로 참가              | 소련으로 참가              | 소련으로 참가              | 소련으로 참가              | 소련으로 참가              |                            |                            |
| 1964년 | 소련으로 참가              | 소련으로 참가              | 소련으로 참가              | 소련으로 참가              | 소련으로 참가              | 소련으로 참가              | 소련으로 참가              |                            |                            |
| 1968년 | 소련으로 참가              | 소련으로 참가              | 소련으로 참가              | 소련으로 참가              | 소련으로 참가              | 소련으로 참가              | 소련으로 참가              |                            |                            |
| 1972년 | 소련으로 참가              | 소련으로 참가              | 소련으로 참가              | 소련으로 참가              | 소련으로 참가              | 소련으로 참가              | 소련으로 참가              |                            |                            |
| 1976년 | 소련으로 참가              | 소련으로 참가              | 소련으로 참가              | 소련으로 참가              | 소련으로 참가              | 소련으로 참가              | 소련으로 참가              |                            |                            |
| 1980년 | 소련으로 참가              | 소련으로 참가              | 소련으로 참가              | 소련으로 참가              | 소련으로 참가              | 소련으로 참가              | 소련으로 참가              |                            |                            |
| 1984년 | 소련으로 참가              | 소련으로 참가              | 소련으로 참가              | 소련으로 참가              | 소련으로 참가              | 소련으로 참가              | 소련으로 참가              |                            |                            |
| 1988년 | 소련으로 참가              | 소련으로 참가              | 소련으로 참가              | 소련으로 참가              | 소련으로 참가              | 소련으로 참가              | 소련으로 참가              |                            |                            |
| 1992년 | 소련으로 참가              | 소련으로 참가              | 소련으로 참가              | 소련으로 참가              | 소련으로 참가              | 소련으로 참가              | 소련으로 참가              |                            |                            |
| 1996년 | 10                         | 1                          | 2                          | 7                          | 5                          | 17                         | 5                          |                            |                            |
| 2000년 | 10                         | 2                          | 2                          | 6                          | 8                          | 15                         | 8                          |                            |                            |
| 2004년 | 8                          | 2                          | 1                          | 5                          | 7                          | 16                         | 7                          |                            |                            |
| 2008년 | 12                         | 2                          | 3                          | 7                          | 4                          | 13                         | 9                          |                            |                            |
| 2012년 | 10                         | 5                          | 2                          | 3                          | 22                         | 10                         | 17                         |                            |                            |
| 2016년 | 8                          | 0                          | 2                          | 6                          | 5                          | 14                         | 2                          |                            |                            |
| 2020년 | 10                         | 3                          | 1                          | 6                          | 14                         | 25                         | 10                         |                            |                            |
| 2024년 | 5                          | 2                          | 1                          | 2                          | 8                          | 7                          | 7                          |                            |                            |
| 합계   | 72                         | 17                         | 14                         | 41                         | 73                         | 116                        | 65                         |                            |                            |
| 순위   | 유로 예선 승점 순위 : 43위 | 유로 예선 승점 순위 : 43위 | 유로 예선 승점 순위 : 43위 | 유로 예선 승점 순위 : 43위 | 유로 예선 승점 순위 : 43위 | 유로 예선 승점 순위 : 43위 | 유로 예선 승점 순위 : 43위 | 유로 예선 승점 순위 : 43위 | 유로 예선 승점 순위 : 43위 |

## 역대 감독
| 감독            | 임기        |
| --------------- | ----------- |
| 호렌 오가네샨   | 1996 ~ 1997 |
| 베르나르 카소니 | 2004 ~ 2005 |
| 이언 포터필드   | 2006 ~ 2007 |
| 호아킨 카파로스 | 2020 ~ 2022 |